# Coccobius costulatus
Coccobius costulatus är en stekelart som beskrevs av Prinsloo 1995. Coccobius costulatus ingår i släktet Coccobius och familjen växtlussteklar. Inga underarter finns listade i Catalogue of Life.